# 前536年
| 千纪： | 前1千纪 |
| 世纪： | 前7世纪 \| 前6世纪 \| 前5世纪 |
| 年代： | 前560年代 \| 前550年代 \| 前540年代 \| 前530年代 \| 前520年代 \| 前510年代 \| 前500年代                                                                                                  |
| 年份： | 前541年 \| 前540年 \| 前539年 \| 前538年 \| 前537年 \| 前536年 \| 前535年 \| 前534年 \| 前533年 \| 前532年 \| 前531年                                                                    |
| 纪年： | 周景王九年 魯昭公六年 齐景公十二年 晋平公二十二年 秦哀公元年 宋平公四十年 楚灵王五年 卫襄公八年 陈哀公三十三年 蔡灵侯七年 曹武公十九年 郑简公三十年 燕惠公九年 吴王馀眛八年 杞文公十四年 |

## 大事記
- 杞文公益姑卒，弟杞平公郁釐嗣位。
- 鄭國將刑法條文鑄於鼎上，晉國大夫叔向致書責备鄭國大夫子产。
- 楚國攻徐國（江蘇泗洪），吳國救徐國，於房鍾之战击敗楚軍。
- 齊攻北燕之戰，晉平公和齊國一起討伐燕國，把逃奔齊國的燕惠公送回了燕國。

## 出生
- 閔損，字子騫，孔門十哲之一。

## 逝世
- 燕惠公，燕国国君
- 子荡，楚国大夫
- 薳泄，楚国大夫
- 驷带，郑国大夫
- 杞文公，杞国国君